# Ophiola cornicula
Ophiola cornicula är en insektsart som först beskrevs av Marshall 1866.  Ophiola cornicula ingår i släktet Ophiola, och familjen dvärgstritar. Arten är reproducerande i Sverige.